# 滤食性动物

磷蝦在高浮游植物濃度下進食（減慢 12 倍）

滤食性动物泛指任何通过过滤悬浮在水中的有机物质、食物颗粒和其它小型生物（微生物和浮游生物）来获取营养的水生动物，分为固着滤食、浮游滤食、游泳滤食和浮水滤食（仅一个已知物种浮标藤壶）四类。通常這些動物會吞下或接触水流，再通過特化的过滤器官將水中較大的物体阻擋，然后将筛滤过的水排出，被留下的物体被纤毛或黏液截住后交给身体进行消化。
滤食性动物在生态系统中占据基层消费者（初级或二级）的生态位，可以通过不断摄取生物质移除水体中多余的养分（如各种氮化合物和磷酸盐），在澄清水质方面发挥重要作用，因此被稱為是“生态系统工程师”。现生的滤食物种跨越多个不同的门，包括多孔动物（海绵）、刺胞动物（水母、海笔和珊瑚）、节肢动物（磷虾、糠虾和藤壶）、软体动物（主要是双壳类，如蛤蜊、扇贝和牡蛎）、棘皮动物（海百合）、脊索动物（文昌鱼、海鞘和樽海鞘）以及包括绝大多数饲料鱼、鲢鳙、匙吻鲟、须鲸、蝠鲼和三种鲨鱼（鲸鲨、姥鲨和巨口鲨）在内的脊椎动物。一些鸟类（比如火烈鸟和几种鸭科水鸟）虽然是主要生活在近岸的陆生动物，但在水中觅食时也会采用滤食策略。

## 魚類
魚類大多以鰓耙濾食水中的食物。鰓耙是由鰓弓內緣衍伸而出的骨骼或軟骨突起，濾食性的魚類大多有較密集分布的鰓耙，以過濾海水中的食物。
飼料魚是指處於食物網中下層、被更大的捕食者獵食的遠洋魚類。為了彌補較小的身形，飼料魚通常會聚集成龐大的魚群並同步游泳來濾食水中的浮游生物或小型無脊椎動物，同時增加被天敵襲擊時的存活率。
三種大型鯊魚：鯨鯊、姥鯊及巨口鯊，亦以過濾海水中的浮游生物為食。牠們以巨大的口部吞下海水並從鰓裂排出，海水中的食物則被鰓耙攔下並吞食。

## 甲殼動物

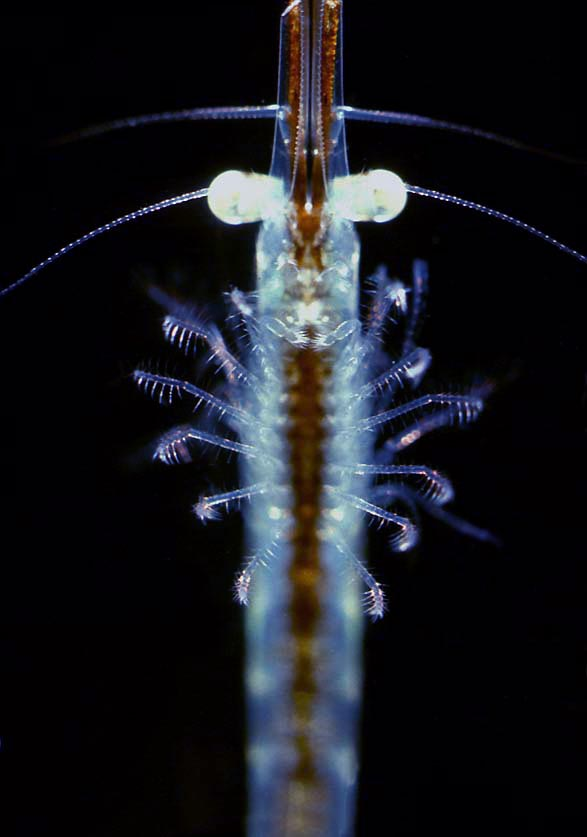
Filter basket of a mysid

## 鬚鯨

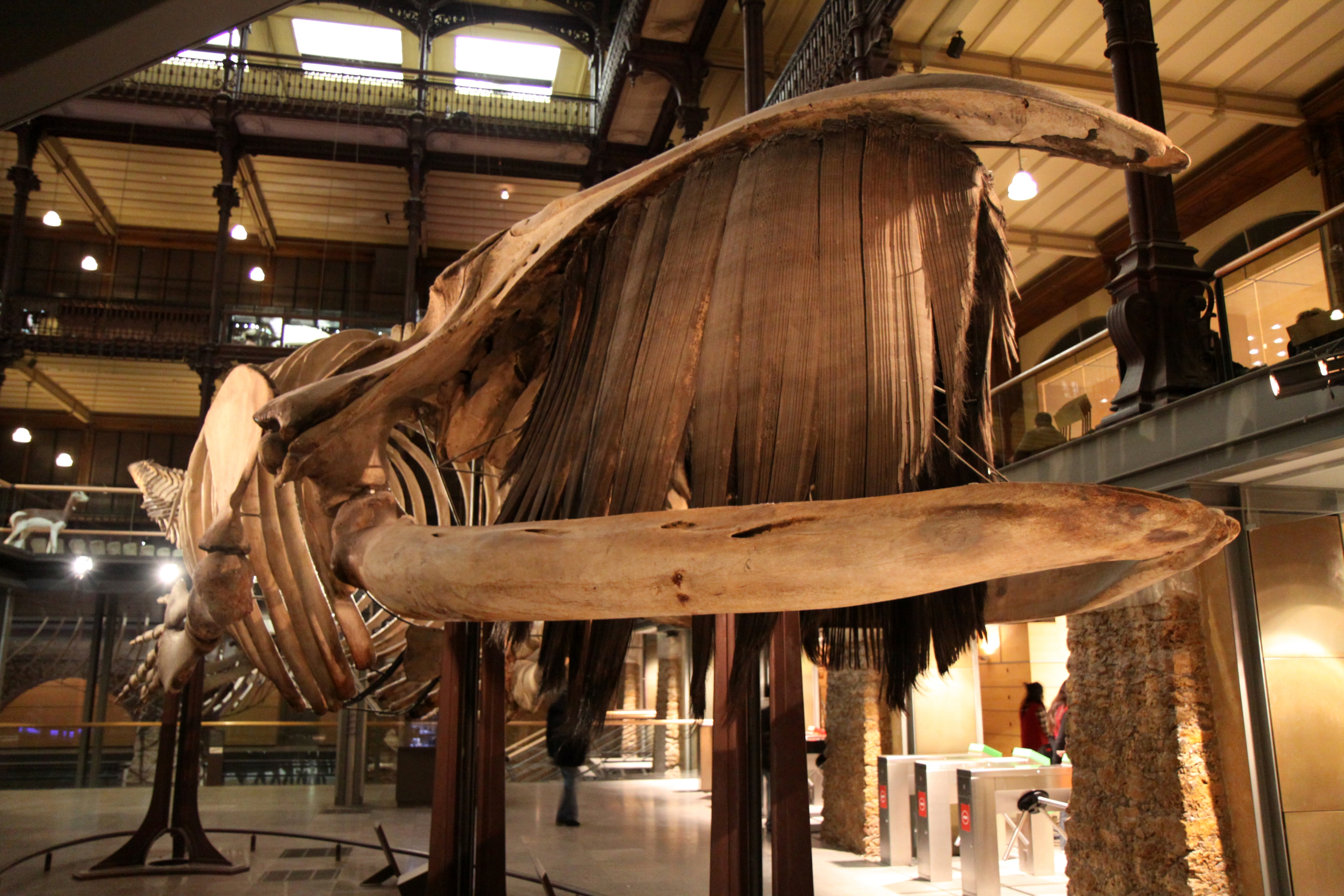
鬚鯨的鯨鬚板

鬚鯨的上頜有簾幕般的角質鯨鬚，進食時張口吞下大量海水，此時海水中的食物便會連帶吞入口中，然後閉上嘴巴吐出海水，食物則會被鯨鬚攔在口接著吞入腹中。鬚鯨的食物包括磷蝦、浮游生物、小魚等。

## 海綿

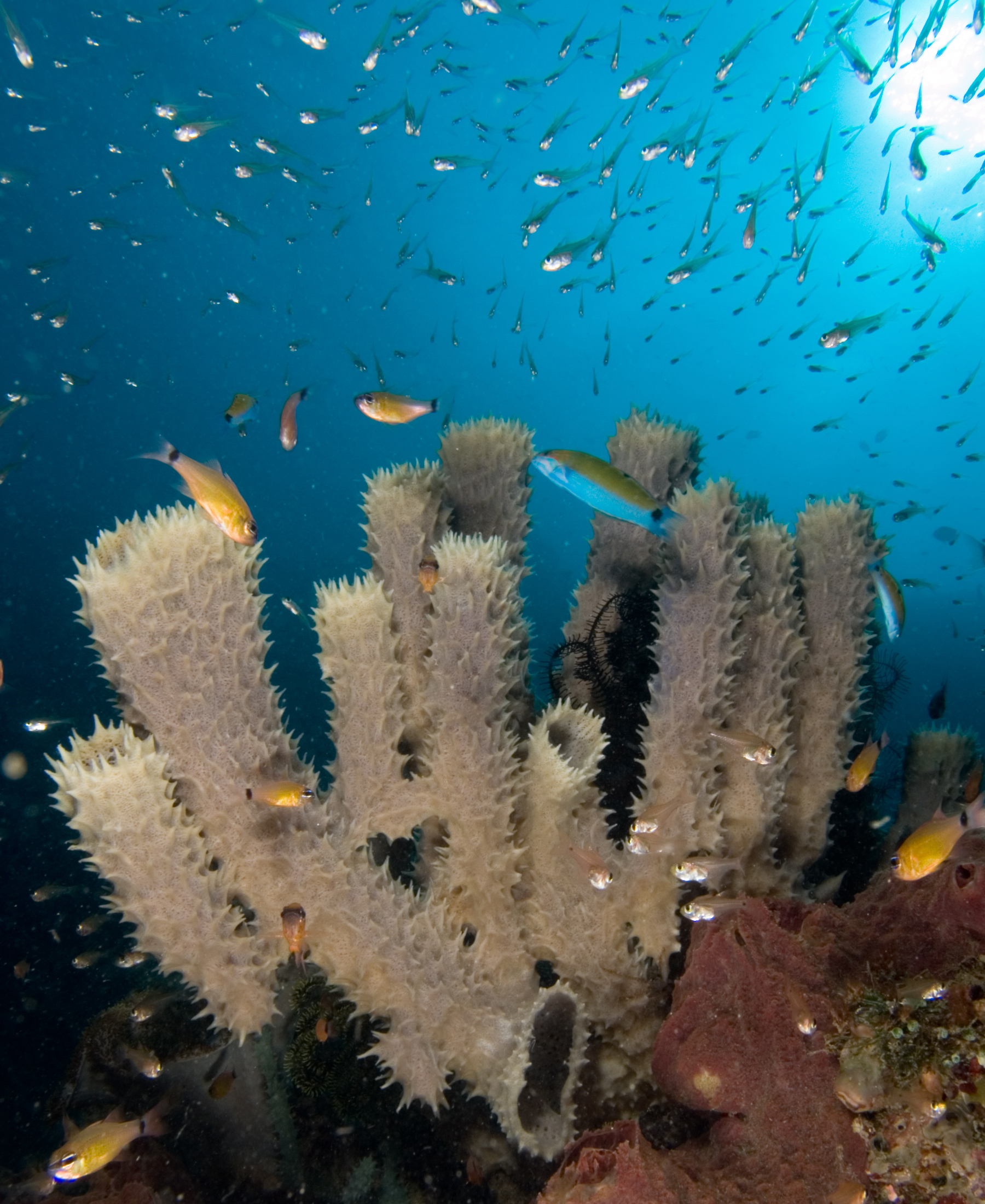
Tube sponges attracting small reef fish

海綿沒有真正的循環系統；相反，它們會產生用於循環的水流。 溶解的氣體被帶到細胞並通過簡單的擴散作用進入細胞。代謝廢物也透過擴散轉移到水中。 海綿泵出大量的水。 例如，臼海綿是一種小的類白細胞海綿，高約10公分，直徑約1公分。 據估計，水以每分鐘6公分的速度通過80,000多條河道流入。 然而，由於臼海綿有超過200萬個帶鞭毛的腔室，其總直徑比運河的直徑大得多，因此通過腔室的水流速度減慢至每小時3.6公分。 這樣的流速可以讓衣領細胞輕鬆捕獲食物。 水以約8.5公分/秒的速度通過單個排水孔排出：噴射力能夠將廢物帶離海綿一定距離。

## 翼龍目

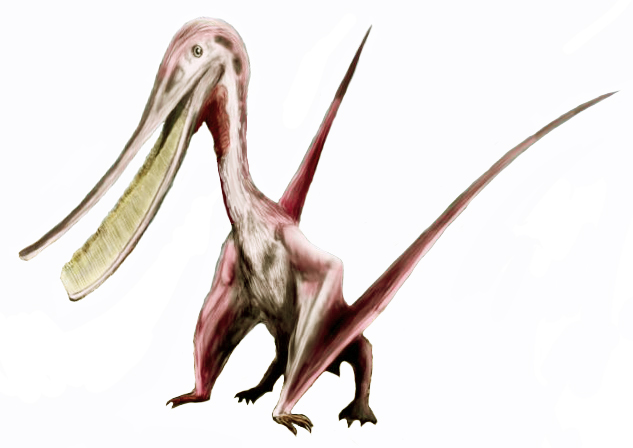
吉氏南翼龍（P. guinazui）復原圖

傳統上，真梳颌翼龍類的物種由於牠們數量多且細長的牙齒，傾向認為均屬於濾食性動物，然而，目前僅有南翼龍屬被確認屬於濾食性，牠們具有鬃毛狀的齒梳及向上彎的喙部，與現存的紅鶴類似。其他真梳颌翼龍類物種則缺乏這樣的特徵，牠們的覓食行為反倒較接近現存的琵鷺，特化的牙齒是為了增加於水中掃動時的面積。而且，其他真梳颌翼龍類牙齒的特化程度明顯不如南翼龍近似於鯨鬚的細齒。
北方翼龍科被認為具有初階的濾食性，透過牠們細長的牙齒在掃過水面時捕抓小型魚類，不過牠們的牙齒並不如南翼龍那樣的細小密集。總體來說，牠們的覓食行為更近似於現今的恆河豚屬。

## 海生爬行動物

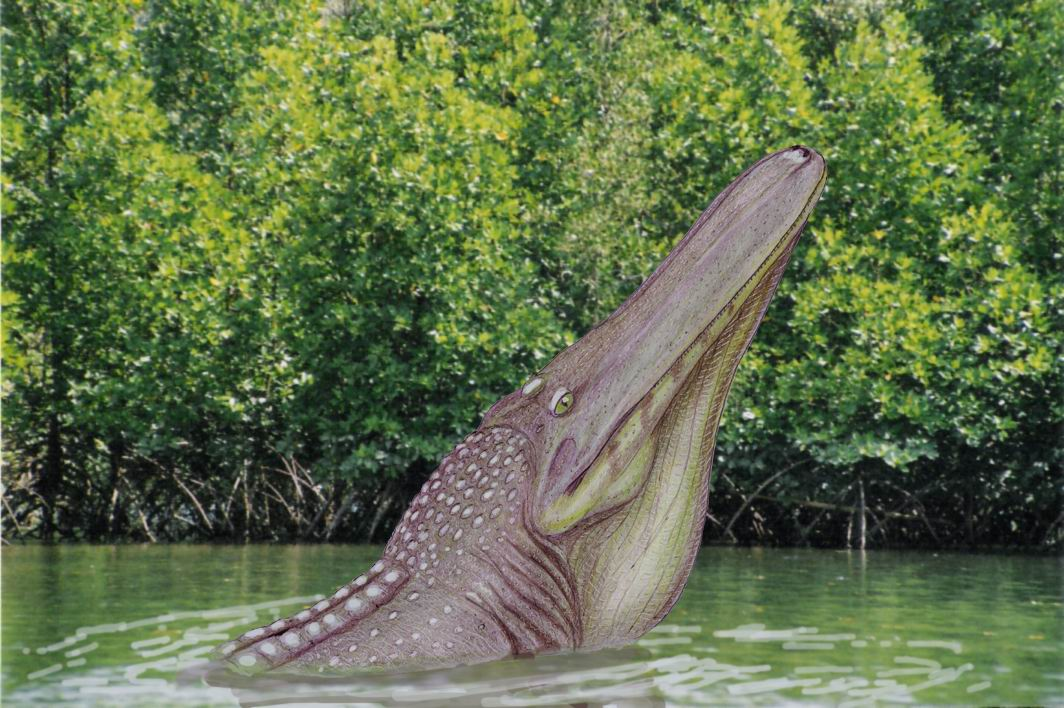
無棘腔鱷（S. inermis）復原圖

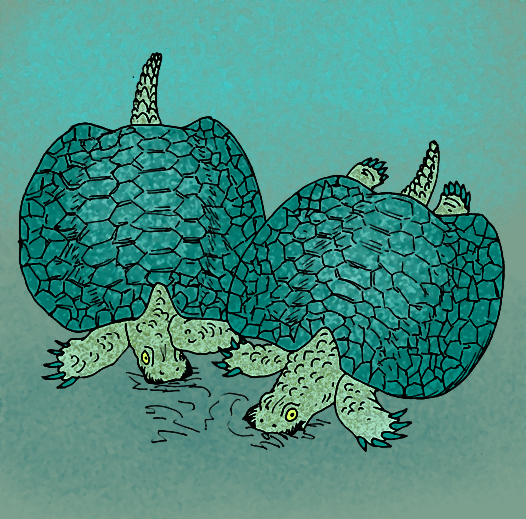
龜面無齒龍（H. chelyops）復原圖

鮮少有中生代海生爬行動物發展出濾食性的行為，在當時大多數的濾食性動物多半為厚莖魚目的魚類。然而，仍有部分蜥形綱物種演化成為濾食性動物。
例如，屬於楯齒龍類的無齒龍屬上頜前端具有一排細密的梳狀齒以及類似紅鶴的舌骨及顎部肌肉系統，再加上牠們的化石發現於湖泊沉積物內，推測無齒龍屬與現存的紅鶴可能佔據了類似的生態位。但更近年的研究認為，牠們可能其實是植食性動物，透過喙狀嘴去刮取並過濾沉積物中的小型植物組織以及藻類。
屬於鱷形超目的腔鱷科主要生存於淡水環境，具有類似鬚鯨的顎部以及細小的牙齒。而生存於新生代的莫拉鱷屬也有類似的特徵，但兩者的親緣關係並不親近，兩者的口鼻部是各別演化出的特徵。
湖北鱷目為生存於三疊紀的爬行動物，採類似現存露脊鯨的瓢濾型濾食。
部分蛇頸龍目物種，例如生存於白堊紀馬斯垂克期薄板龍科的莫特納龍，也屬於濾食性。莫特納龍下顎的牙齒向下外翻，讓牠們得以挖起海底的沉積物，並透過這些牙齒過濾，捕捉潛藏於其中的端足類及其他小型動物，如同現代的灰鯨。